# Liebeskonzil
Liebeskonzil ist eine Verfilmung des satirisch-grotesken Theaterstücks Das Liebeskonzil (1894) von Oskar Panizza aus dem Jahr 1982. 
Die Premiere des Films fand auf der Berlinale 1982 im ausverkauften Zoo Palast statt. Der Film des Regisseurs Werner Schroeter wurde von der österreichischen Regierung 1985 mit der Begründung verboten, dass er die christliche Religion beleidige (§ 188 StGB).

## Handlung
Die an Panizzas Stück orientierte und dessen Inszenierung durch das Teatro Belli in Rom integrierende Kernhandlung ist in eine Rahmenhandlung eingebettet, die den Prozess gegen den Autor des Stücks aufgreift, in dem Panizza 1895 zu einer Zuchthausstrafe verurteilt wurde.
In der eigentlichen Handlung verhandeln Gottvater und Jesus, die beide mit ihrer Rolle überfordert sind, und Maria mit dem Teufel, der angesichts der Sünden der Menschen bis zum päpstlichen Hof und aufgrund der Unfähigkeit Gottes, weitere Menschen zu erschaffen, einen Spezialauftrag erhält. Gegen eine Reihe von Zugeständnissen, die Gottvater ihm einräumen muss, soll der Teufel eine Strafe für die Menschen ersinnen, die deren Lasterhaftigkeit unmittelbar ahndet, ihnen aber nicht die ewige Verwerfung einbringt. Zur Umsetzung zeugt der Teufel mit Salome eine Tochter, die vom Hof Papst Alexander VI. ausgehend die Syphilis über die ganze Menschheit verbreitet.
Die Filmhandlung ist nicht völlig identisch mit Panizzas Stück, so fehlt ihm, wie schon der italienischen Inszenierung des Teatro Belli, die zügelloseste Szene am Hofe Alexanders VI. im Vatikan. 

## Kritiken
„Die Verfilmung des gleichnamigen Oskar-Panizza-Stückes ist auch ein Exkurs über staatliche Zensur und künstlerischen Nonkonformismus.“

„In langen, statischen Einstellungen zeigt die Kamera die farbenprächtige und hochstilisierte Aufführung des Panizza-Bühnenstücks durch das römische “Teatro Belli”. Schroeters eigener Beitrag beschränkt sich im wesentlichen auf den Exkurs über staatliche Zensur und künstlerischen Nonkonformismus in der Rahmenhandlung, die den Münchener Blasphemie-Prozeß gegen Panizza im Jahre 1895 rekonstruiert.“

Die hohen Erwartungen konnte der Film nicht erfüllen: Statt der erwarteten Provokation rief der Film eher enttäuschte Langeweile hervor und galt bald als Flop, die Religionskritik als harmloser Anachronismus aus wilhelminischer Zeit. Auch finanziell war die Low-Budget-Produktion kein Erfolg und lockte nur wenige Zuschauer in die wenigen Kinos, in denen der Film lief.
Im Mai 1985 verbot die Tiroler Landesregierung den Film, weil er die christliche Religion beleidige und die religiösen Gefühle der katholischen Mehrheitsbevölkerung Tirols verletze. Als das Otto-Preminger-Institut für audiovisuelle Mediengestaltung (OPI) das Liebeskonzil sechs Abende in ihrem Kino in Innsbruck zeigen wollte, erstattete die Diözese Innsbruck Anzeige gegen den Direktor des OPI, Dietmar Zingl, und fand die Unterstützung des Staatsanwalts. Trotz harscher Reaktionen der österreichischen Presse wurde der Film, wie kurze Zeit vorher Das Gespenst von Herbert Achternbusch, in Tirol verboten.
Am 20. September 1994 entschied der Europäische Gerichtshof für Menschenrechte im Fall Otto-Preminger-Institut gegen Österreich, dass das Verbieten des Filmes eine berechtigte Beschränkung der Kunstfreiheit sei, weil der Film religiöse Gefühle von Katholiken verletzen könne. Drei der neun Richter gaben ein Minderheitsvotum ab. Der Film ist weiterhin nicht im Handel erhältlich.

## Auszeichnungen für den Film
1983 gewann der Film beim Internationalen Filmfestival in São Paulo den Kritiker-Award.

## Sonstiges
Der Film Das Gespenst (1982) wurde in Österreich ebenfalls mit Verweis auf § 188 StGB verboten. 